# Абрам-Тюбе
Абра́м-Тюбе́ — аул в Нефтекумском городском округе Ставропольского края России.

## Этимология названия
Ногайское наименование аула — Абрам-Тоьбе авыл (Абрам-Тёбе аул) — означает «Аул (кургана) Абрам-Тоьбе» и связано с большим курганом, расположенным западнее аула и носящим название Абрам-тоьбе (Абрам-тёбе) — «Абрама курган» (в прошлом на этом кургане находился магазин армянина Абрама):108.
Другие варианты названия: Абрамо-Тюбе, Абрамтюбе.

## География
Расстояние до краевого центра: 328 км.
Расстояние до районного центра: 86 км.

## История
Аул образован в 1788 году.
Из-за безводности степи в местах, предназначенных под аулы, в первую очередь были устроены артезианские скважины. По мере их устройства туда стали стягиваться джембойлуковцы и едишкульцы, с 1910 по 1915 годы были населены аулы: Абдул-Газы, Абрам-Тюбе, Биссикли, Кая-Сулу, Кунай, МахмудМектеб, Иргалы, Токуй-Мектеб, Учь-Тюбе, Эмангой.
По данным на май 1916 года входил в Ачикулакское приставство.
По данным переписи 1926 года в ауле числилось 150 хозяйств с населением 598 человек (328 мужчин и 270 женщин), из них 567 — ногайцы и 31 — прочие. По состоянию на 1 октября 1929 года в Абрам-Тюбе имелась школа. На тот момент он был административным центром Абрам-Тюбинского сельского совета (и единственным населённым пунктом в его составе) Ачикулакского района Дагестанской АССР:10.
До 1 мая 2017 года аул входил в упразднённый Тукуй-Мектебский сельсовет.

## Население
| 1926 | 1989 | 2002  | 2010  | 2014 | 2023  |
| ---- | ---- | ----- | ----- | ---- | ----- |
| 598  | ↗825 | ↗1245 | ↘1059 | ↘700 | ↗1100 |

По данным переписи 2002 года в национальной структуре населения ногайцы составляли 52 %, даргинцы — 38 %.

## Образование
- Детский сад № 20 «Огонёк»[13]. Открыт 5 января 1990 года (по другим данным 1991 года[14]) как детский сад № 15 «Огонёк»[15].
- Средняя общеобразовательная школа № 17[16].

## Религиозные сооружения
В 2002 году на средства местных жителей в Абрам-Тюбе была построена мечеть.

## Кладбища
В границах населённого пункта расположены 2 вероисповедальных открытых кладбища общей площадью 54 тыс. м².